# Conflit frontalier sino-indien
Le conflit frontalier sino-indien est un litige frontalier en cours sur la souveraineté de deux parties de territoire relativement grandes et plusieurs plus petites et séparées entre la Chine et l'Inde, réparties en secteurs occidental, oriental et central. Le premier de ces territoires, l'Aksai Chin, est situé soit dans le territoire de l'union indienne du Ladakh, soit dans les régions autonomes chinoises du Xinjiang et du Tibet ; c'est une terre désolée de haute altitude pratiquement inhabitée, traversée par la route Xinjiang-Tibet. L'autre territoire contesté se trouve au sud de la ligne McMahon, anciennement connue sous le nom de North-East Frontier Agency et maintenant appelée Arunachal Pradesh. La ligne McMahon faisait partie de la convention de Simla de 1914 signée entre l'Inde britannique et le Tibet, sans l'accord de la Chine. En 2020, l'Inde continue de soutenir que la ligne McMahon est la frontière légale à l'est. La Chine n'a jamais accepté cette frontière, affirmant que le Tibet n'était jamais indépendant lorsqu'il a signé la convention de Simla, et ayant refusé de signer l'accord de 1914.
La guerre sino-indienne de 1962 a eu lieu dans les deux zones disputées. Les troupes chinoises ont attaqué les postes frontières indiens au Ladakh à l'ouest et ont traversé la ligne McMahon à l'est. Il y a eu un bref affrontement frontalier en 1967 dans la région du Sikkim. En 1987 et en 2013, les conflits potentiels entre les deux différentes lignes de contrôle réel ont été désamorcés avec succès. Un conflit impliquant une zone contrôlée par le Bhoutan à la frontière entre le Bhoutan et la Chine a été désamorcé avec succès en 2017 à la suite de blessures infligées aux troupes indiennes et chinoises. De multiples affrontements ont éclaté en 2020, atteignant des dizaines de morts en juin 2020.
L'accord pour résoudre le différend conclu en 1996 comprenait des « mesures de confiance » et la ligne de contrôle effectif. En 2006, l'ambassadeur de Chine en Inde a affirmé que tout l'Arunachal Pradesh est un territoire chinois au milieu d'un renforcement militaire. À l'époque, les deux pays revendiquaient des incursions jusqu'à un kilomètre à la pointe nord du Sikkim. En 2009, l'Inde a annoncé qu'elle déploierait des forces militaires supplémentaires le long de la frontière. En 2014, l'Inde a proposé que la Chine reconnaisse une politique « d'une seule Inde » afin de résoudre le différend frontalier,.

## Contexte

### Aksai Chin

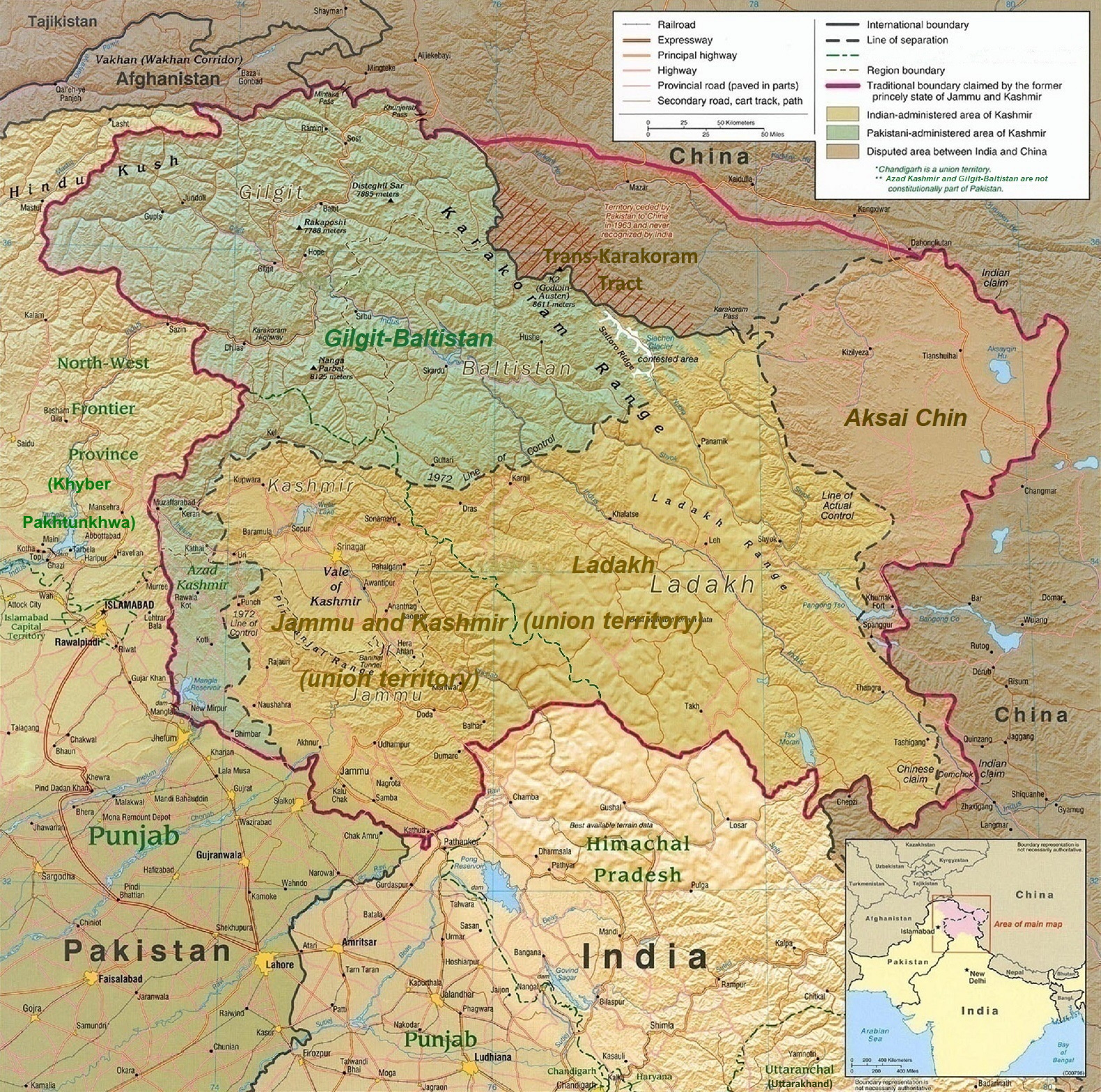
La portion occidentale de la frontière disputée.

Du point le plus bas de la région sur la rivière Karakash (en) à environ 4 300 m aux sommets glaciaires jusqu'à 6 900 m d'altitude, l'Aksai Chin est une zone désolée et en grande partie inhabitée. Il couvre une superficie d'environ 37 244 km2. La désolation de cette zone signifiait qu'elle n'avait aucune importance humaine significative autre que les anciennes routes commerciales qui la traversaient, offrant un bref passage pendant l'été aux caravanes de yaks du Xinjiang et du Tibet.
Un des premiers traités concernant les frontières dans le secteur occidental a été publié en 1842. L'Empire sikh de la région du Pendjab avait annexé le Ladakh à l'État de Jammu en 1834. En 1841, ils ont envahi le Tibet avec une armée. Les forces chinoises ont vaincu l'armée sikh et à leur tour sont entrées au Ladakh et ont assiégé Leh. Après avoir été contrôlés par les forces sikhes, les Chinois et les Sikhs ont signé un traité en septembre 1842, qui ne prévoyait aucune transgression ou ingérence dans les frontières de l'autre pays. La défaite des Sikhs lors de la Seconde Guerre anglo-sikhe en 1846 a entraîné le transfert de la souveraineté sur le Ladakh aux Britanniques, et les commissaires britanniques ont tenté de rencontrer des responsables chinois pour discuter de la frontière qu'ils partageaient maintenant. Cependant, les deux parties étaient suffisamment convaincues qu'une frontière traditionnelle était reconnue et définie par des éléments naturels, et la frontière ne fut pas délimitée. Les limites aux deux extrémités, le lac Pangong Tso et le col du Karakoram, étaient raisonnablement bien définies, mais la zone de l'Aksai Chin entre les deux était en grande partie indéfinie,[source insuffisante]

#### Ligne Johnson
William H. Johnson (en), un fonctionnaire du Survey of India (en) a proposé la « Ligne Johnson » en 1865, qui a mis l'Aksai Chin au Jammu-et-Cachemire. C'était l'époque de la Révolte des Dounganes, quand la Chine ne contrôlait pas le Xinjiang, donc cette ligne n'a jamais été présentée aux Chinois. Johnson a présenté cette ligne au Maharaja de Jammu-et-Cachemire, qui a ensuite réclamé les 18 000 km2 contenus dans son territoire[source insuffisante]. Et par certains comptes il a revendiqué un territoire plus au nord jusqu'au col de Sanju (en) dans les montagnes du Kunlun. Le Maharajah de Jammu-et-Cachemire a construit un fort à Shahidulla (Xaidulla (en) moderne) et y avait des troupes stationnées pendant quelques années pour protéger les caravanes. Finalement, la plupart des sources placèrent Shahidulla et la partie supérieure de la rivière Karakash fermement dans le territoire du Xinjiang (voir la carte ci-jointe). Selon Francis Younghusband, qui a exploré la région à la fin des années 1880, il n'y avait qu'un fort abandonné et pas une maison habitée à Shahidulla quand il était là - c'était juste un relais pratique et un quartier général pratique pour les Kirghizes nomades. Le fort abandonné avait apparemment été construit quelques années plus tôt par la dynastie Dogra. En 1878, les Chinois avaient reconquis le Xinjiang et en 1890, ils avaient déjà pris possession de Shahidulla avant que la question ne soit tranchée. En 1892, la Chine érigea des bornes frontières au col du Karakoram.

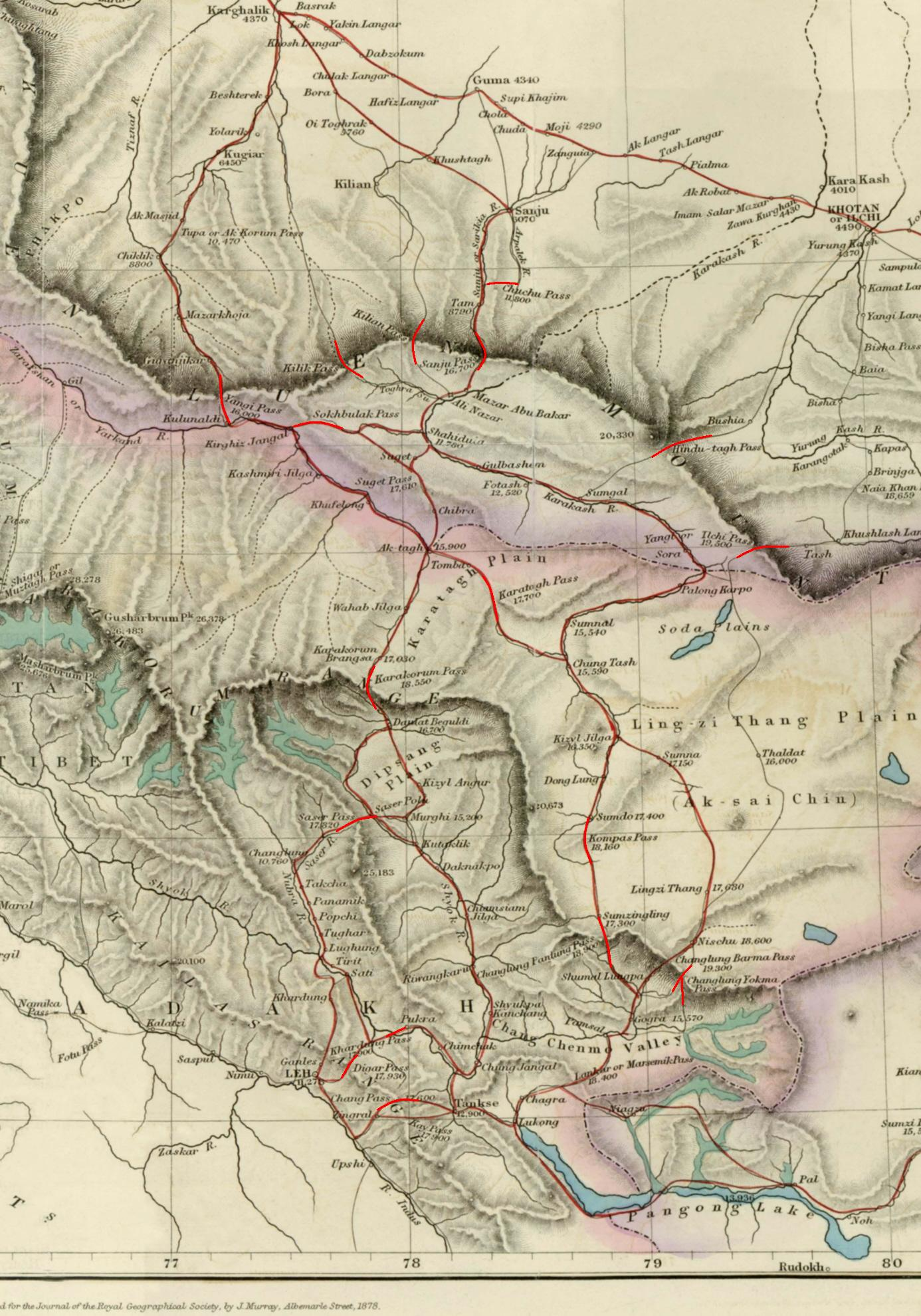
Carte de l'Asie centrale (1878) montrant Khotan (près du coin supérieur droit). La frontière précédente revendiquée par l'Empire indien britannique est représentée dans la bande bicolore violette et rose avec Shahidulla et les cols de Kilik, Kilian et Sanju clairement au nord de la frontière.

En 1897, un officier militaire britannique, Sir John Ardagh, proposa une ligne de démarcation le long de la crête des montagnes du Kunlun au nord de la rivière Yarkand. À l'époque, la Grande-Bretagne était préoccupée par le danger de l'expansion russe alors que la Chine s'affaiblissait, et Ardagh a soutenu que sa ligne était plus défendable. La ligne Ardagh était en fait une modification de la ligne Johnson et est devenue connue sous le nom de « ligne Johnson-Ardagh (en) ».

#### La ligne Macartney-MacDonald

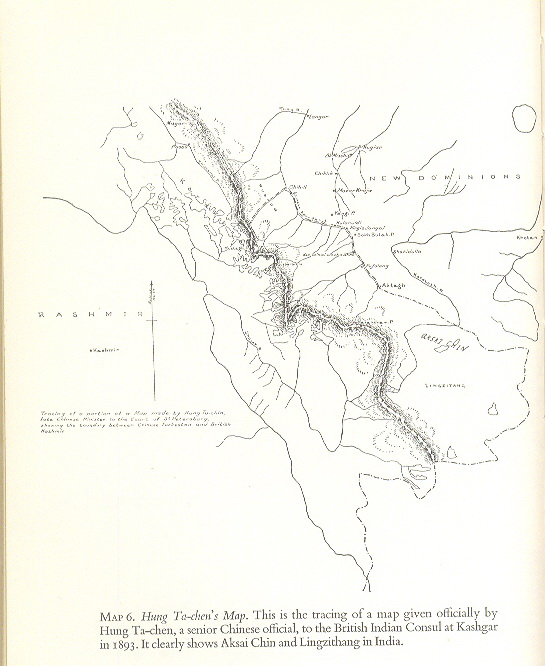
La carte donnée par Hung Ta-chen au consul britannique à Kashgar en 1893. La limite, marquée d'une fine ligne pointillée, correspond à la ligne Johnson.

En 1893, Hung Ta-chen, un haut fonctionnaire chinois à Saint-Pétersbourg, a donné des cartes de la région à George Macartney (en), le consul général britannique à Kashgar, qui coïncidaient dans les détails. En 1899, la Grande-Bretagne proposa une frontière révisée, initialement suggérée par Macartney et élaborée par le gouverneur général de l'Inde, Lord Elgin. Cette frontière a placé les plaines de Lingzi Tang, qui sont au sud de la chaîne de Laktsang, en Inde, et l'Aksai Chin proprement dit, qui est au nord de la chaîne de Laktsang, en Chine. Cette frontière, le long des montagnes du Karakoram, a été proposée et soutenue par les autorités britanniques pour un certain nombre de raisons. Les montagnes du Karakoram formaient une frontière naturelle, qui établirait les frontières britanniques jusqu'au bassin versant du fleuve Indus tout en laissant le bassin hydrographique de la rivière Tarim sous le contrôle de la Chine, et le contrôle chinois de cette étendue présenterait un obstacle supplémentaire à l'avancée russe en Asie centrale. Les Britanniques ont présenté cette ligne, connue sous le nom de « ligne Macartney-MacDonald (en) », aux Chinois en 1899 dans une note de Sir Claude MacDonald. Le gouvernement Qing n'a pas répondu à la note. Selon certains commentateurs, la Chine pensait que c'était la frontière acceptée,.

#### De 1899 à 1945
Les deux lignes Johnson-Ardagh et Macartney-MacDonald ont été utilisées sur les cartes britanniques de l'Inde[source insuffisante]. Jusqu'au moins 1908, les Britanniques ont pris la ligne Macdonald comme frontière, mais en 1911, la révolution Xinhai a entraîné l'effondrement du pouvoir central en Chine et, à la fin de la Première Guerre mondiale, les Britanniques ont officiellement utilisé la ligne Johnson. Cependant, ils n'ont pris aucune mesure pour établir des avant-postes ou affirmer un contrôle réel sur le terrain. En 1927, la ligne fut à nouveau ajustée lorsque le gouvernement de l'Inde britannique abandonna la ligne Johnson en faveur d'une ligne le long de la chaîne du Karakoram plus au sud. Cependant, les cartes n'étaient pas mises à jour et montraient toujours la ligne Johnson.
Carte postale de la Chine publiée par le gouvernement chinois en 1917. La frontière à l'Aksai Chin est conforme à la ligne Johnson.
De 1917 à 1933, « l'Atlas postal de la Chine », publié par le gouvernement de la Chine à Pékin avait montré la frontière à l'Aksai Chin selon la ligne Johnson, qui longe les montagnes de Kunlun,. L '« Atlas de l'Université de Pékin », publié en 1925, a également placé l'Aksai Chin en Inde. Lorsque les autorités britanniques ont appris que des fonctionnaires soviétiques avaient inspecté l'Aksai Chin pour Sheng Shicai, chef de guerre du Xinjiang en 1940-1941, ils ont de nouveau préconisé la ligne Johnson[source insuffisante]. À ce stade, les Britanniques n'avaient toujours pas tenté d'établir des avant-postes ou de contrôler l'Aksai Chin, et la question n'avait jamais été discutée avec les gouvernements de la Chine ou du Tibet, et la frontière restait sans distinction à l'indépendance de l'Inde.

#### Depuis 1947
En 1947, au moment de l'indépendance, l'Aksai Chin faisait partie de l'Inde. Lors de l'indépendance en 1947, le gouvernement indien a fixé sa frontière officielle à l'ouest, qui comprenait l'Aksai Chin, d'une manière qui ressemblait à la ligne Ardagh-Johnson, mais le gouvernement chinois ne l'admettra jamais. La base de l'Inde pour définir la frontière était « principalement par un long usage et la coutume ». Contrairement à la ligne Johnson, l'Inde n'a pas revendiqué les régions du nord près de Shahidulla et Khotan. À partir du col du Karakoram (qui n'est pas contesté), la ligne de revendication indienne s'étend au nord-est des montagnes du Karakoram au nord des marais salants de l'Aksai Chin, pour définir une limite dans les monts Kunlun et incorporer une partie de la rivière Karakash (en) et de la rivière Yarkand. Bassins versants des rivières. De là, il court vers l'est le long des montagnes Kunlun, avant de tourner au sud-ouest à travers les marais salants d'Aksai Chin, à travers les montagnes du Karakoram, puis vers le lac Pangong.
Le 1er juillet 1954, le Premier ministre Nehru rédigea une note ordonnant que les cartes de l'Inde soient révisées pour montrer des limites définies sur toutes les frontières. Jusque-là, la frontière dans le secteur de l'Aksai Chin, basée sur la ligne Johnson, avait été décrite comme « non délimitée ».

### Trans Karakoram Tract
La ligne Johnson n'est pas utilisée à l'ouest du col du Karakoram, où la Chine jouxte le Gilgit-Baltistan administré par le Pakistan. Le 13 octobre 1962, la Chine et le Pakistan ont entamé des négociations sur la frontière à l'ouest du col du Karakoram. En 1963, les deux pays ont fixé leurs frontières en grande partie sur la base de la ligne Macartney-MacDonald, qui a laissé le Trans Karakoram Tract (5 800 km2 ou 5 180 km2) en Chine, bien que l'accord prévoyait une renégociation en cas de règlement du conflit au Cachemire. L'Inde ne reconnaît pas que le Pakistan et la Chine ont une frontière commune et revendique la vallée de Shaksgam comme faisant partie des domaines de l'État du Cachemire et du Jammu d'avant 1947. Cependant, la ligne de revendication de l'Inde dans cette zone ne s'étend pas aussi loin au nord des montagnes du Karakoram que la ligne Johnson. La Chine et l'Inde ont encore des différends sur ces frontières.

### La ligne McMahon

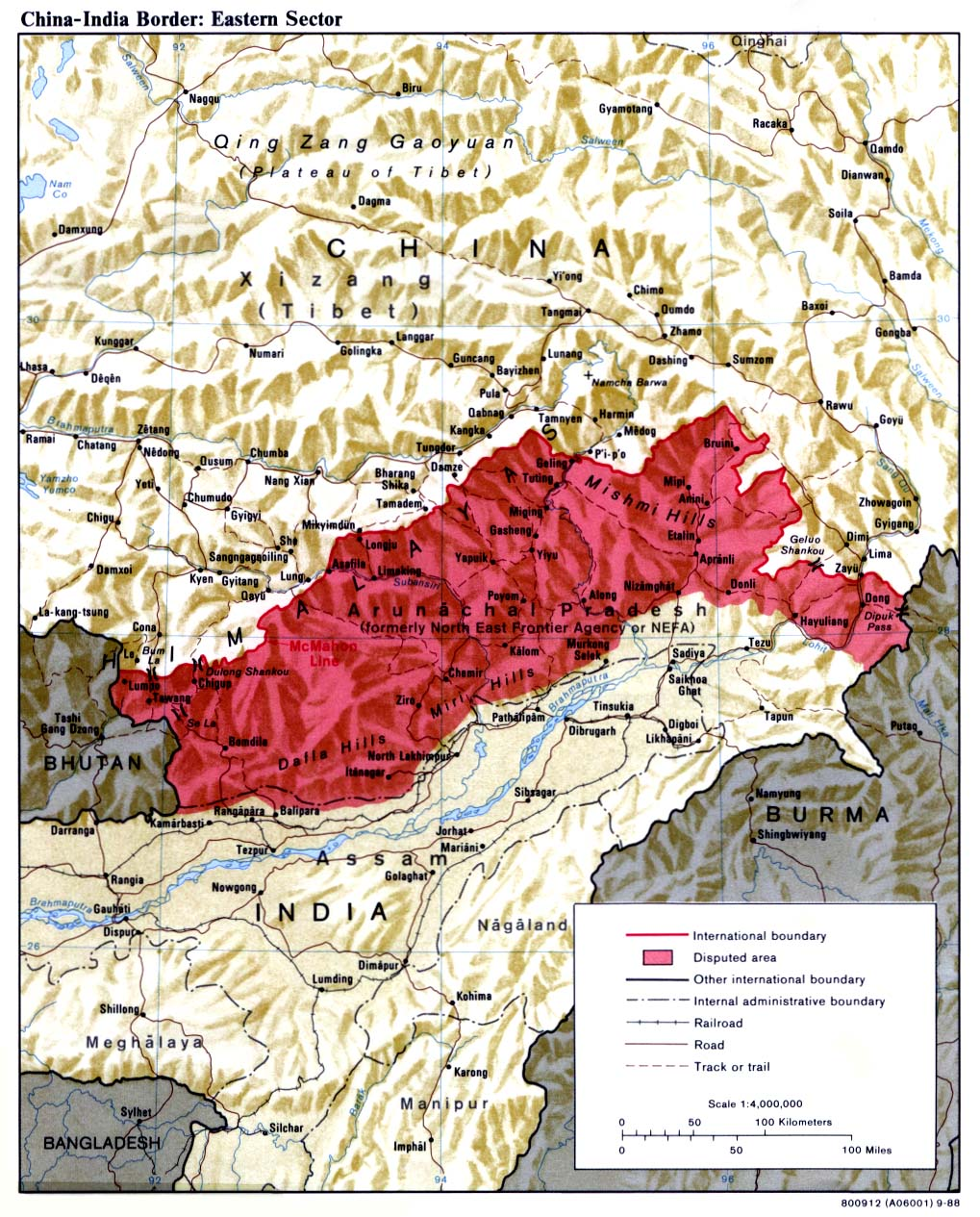
La ligne McMahon est la frontière nord de la zone contestée teintée de rouge.

L'Inde britannique a annexé l'Assam au nord-est de l'Inde en 1826, par traité de Yandabo à la fin de la première guerre anglo-birmane (1824–1826). Après les guerres anglo-birmanes qui ont suivi, toute la Birmanie a été annexée, donnant aux Britanniques une frontière avec la province chinoise de Yunan.
En 1913–14, des représentants de la Grande-Bretagne, de la Chine et du Tibet ont assisté à une conférence à Simla, en Inde, et ont rédigé un accord concernant le statut et les frontières du Tibet. La ligne McMahon, une proposition de frontière entre le Tibet et l'Inde pour le secteur oriental, a été dessinée par le négociateur britannique Henry McMahon sur une carte jointe à l'accord. Les trois représentants ont paraphé l'accord, mais Pékin s'est rapidement opposé à la proposition de frontière sino-tibétaine et a rejeté l'accord, refusant de signer la carte finale plus détaillée. Après avoir approuvé une note qui déclarait que la Chine ne pouvait pas bénéficier des droits en vertu de l'accord à moins qu'elle ne le ratifie, les négociateurs britanniques et tibétains ont signé la convention de Simla et une carte plus détaillée en tant qu'accord bilatéral. Neville Maxwell (en) déclare que McMahon avait reçu pour instruction de ne pas signer bilatéralement avec les Tibétains si la Chine refusait, mais il l'a fait sans la présence du représentant chinois et a ensuite gardé la déclaration secrète.
V. K. Singh fait valoir que la base de ces frontières, acceptées par l'Inde britannique et le Tibet, était que les frontières historiques de l'Inde étaient l'Himalaya et que les régions au sud de l'Himalaya étaient traditionnellement indiennes et associées à l'Inde. Le haut bassin versant de l'Himalaya a été proposé comme frontière entre l'Inde et ses voisins du nord. Le gouvernement indien était d'avis que l'Himalaya était les anciennes frontières du sous-continent indien et devrait donc être les frontières modernes de l'Inde britannique et plus tard de la République de l'Inde.
Les bornes frontières chinoises, dont une mise en place par la République chinoise nouvellement créée, se trouvaient près de Walong jusqu'en janvier 1914, lorsque T. O'Callaghan, administrateur adjoint du secteur est de la North East Frontier Agency (NEFA), les a déplacées vers le nord. plus près de la ligne McMahon (quoique toujours au sud de la ligne). Il est ensuite allé à Rima, a rencontré des fonctionnaires tibétains et n'a vu aucune influence chinoise dans la région.
En signant la convention de Simla avec le Tibet, les Britanniques avaient violé la convention anglo-russe de 1907, dans laquelle les deux parties ne devaient pas négocier avec le Tibet, « sauf par l'intermédiaire du gouvernement chinois », ainsi que la convention anglo-chinoise de 1906, qui liait le gouvernement britannique « à ne pas annexer le territoire tibétain » En raison de doutes concernant le statut juridique de l'accord, les Britanniques n'ont pas mis la ligne McMahon sur leurs cartes avant 1937, ni publié le Simla Convention dans le registre des traités jusqu'en 1938. Rejetant la déclaration d'indépendance du Tibet de 1913, la Chine a soutenu que la Convention de Simla et la ligne McMahon étaient illégales et que le gouvernement tibétain était simplement un gouvernement local sans pouvoir de conclure des traités.
Les archives britanniques montrent que l'acceptation par le gouvernement tibétain de la nouvelle frontière en 1914 était conditionnelle à l'acceptation par la Chine de la convention de Simla. Puisque les Britanniques n'ont pas pu obtenir une acceptation de la Chine, les Tibétains ont considéré la ligne McMahon invalide. Les responsables tibétains ont continué à administrer Tawang et ont refusé de concéder des territoires lors des négociations de 1938. Le gouverneur d'Assam a affirmé que Tawang était « sans aucun doute britannique » mais a noté qu'il était « contrôlé par le Tibet, et aucun de ses habitants n'a la moindre idée qu'il ne l'est pas. Tibétain. » Pendant la Seconde Guerre mondiale, avec l'est de l'Inde menacé par les troupes japonaises et avec la menace de l'expansionnisme chinois, les troupes britanniques ont sécurisé Tawang pour une défense supplémentaire.
La revendication de la Chine sur les zones au sud de la ligne McMahon, englobée dans la NEFA, reposait sur les frontières traditionnelles. L’Inde estime que les frontières proposées par la Chine au Ladakh et en Arunachal Pradesh n’ont aucune base écrite ni aucun document d’acceptation par quiconque en dehors de la Chine. Les Indiens font valoir que la Chine revendique le territoire au motif qu'il était sous contrôle impérial chinois dans le passé, tandis que les Chinois font valoir que l'Inde revendique le territoire au motif qu'il était sous contrôle impérial britannique dans le passé. Le dernier édit d'abdication de l'empereur Qing de 1912 a autorisé son gouvernement républicain successeur à former une union de « cinq peuples, à savoir, les Mandchous, les Chinois Han, les Mongols, les Musulmans et les Tibétains ainsi que leur territoire dans son intégrité ». La pratique selon laquelle l'Inde ne revendique pas les régions qui avaient auparavant la présence de l'empire maurya et de la dynastie Chola, mais qui ont été fortement influencées par la culture indienne, complique encore la question.
La ligne d'allégation de l'Inde dans le secteur oriental suit son interprétation de la ligne McMahon. La ligne tracée par McMahon sur les cartes détaillées de la convention de Simla du 24 au 25 mars 1914 débute clairement à 27°45’40"N, une trijonction entre le Bhoutan, la Chine et l'Inde, et de là, s'étend vers l'est. Les combats dans le secteur oriental avant le début de la guerre auraient lieu immédiatement au nord de cette ligne,. Cependant, l'Inde a affirmé que l'intention du traité était de suivre la principale division de la crête du bassin hydrographique de l'Himalaya sur la base des notes de service de McMahon et du fait que plus de 90% de la ligne McMahon suit en fait la principale division de la crête du bassin versant de l'Himalaya. Le territoire indien et le nord des hautes crêtes devraient être un territoire chinois. Dans la revendication indienne, les deux armées seraient séparées l'une de l'autre par les plus hautes montagnes du monde.
Pendant et après les années 1950, lorsque l'Inde a commencé à patrouiller cette zone et à cartographier plus en détail, ils ont confirmé ce que la carte de l'accord de Simla de 1914 représentait : six traversées de rivières qui interrompaient la crête principale du bassin hydrographique de l'Himalaya. À l'emplacement le plus à l'ouest près du Bhoutan au nord de Tawang, ils ont modifié leurs cartes pour étendre leur ligne de revendication vers le nord pour inclure des caractéristiques telles que la crête de Thag La, Longju et Khinzemane en tant que territoire indien. Ainsi, la version indienne de la ligne McMahon déplace la trijonction Bhoutan-Chine-Inde vers le nord à 27°51’30"N à partir de 27°45’40"N. L'Inde prétendrait que la carte du traité longeait des éléments tels que la crête de Thag La, bien que la carte du traité elle-même soit topographiquement vague (car le traité n'était pas accompagné de démarcation) par endroits, montre une ligne droite (pas une crête de bassin versant) près du Bhoutan et près de Thag La, et le traité n'inclut aucune description verbale des caractéristiques géographiques ni description des plus hautes crêtes,

### Sikkim

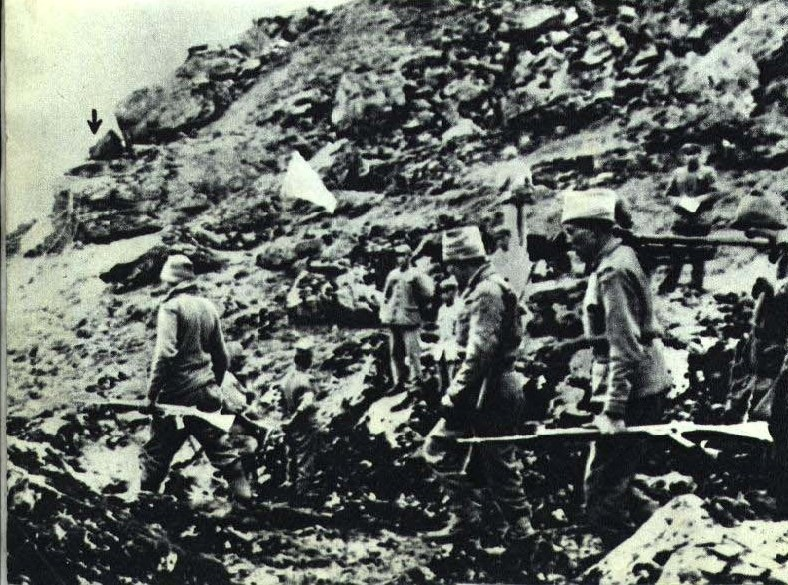
L'Inde reçoit le corps d'un soldat après le conflit frontalier sino-indien, 1967.

Les affrontements de Nathu La et Cho La (en) étaient une série d'affrontements militaires en 1967 entre l'Inde et la Chine le long de la frontière du royaume himalayen du Sikkim, alors protectorat indien. La fin des conflits a vu un retrait militaire chinois du Sikkim.
En 1975, la monarchie sikkimaise a organisé un référendum (en) au cours duquel les Sikkimais ont voté massivement en faveur de l'adhésion à l'Inde,. À l'époque, la Chine a protesté et l'a rejetée en la considérant illégale. Le mémorandum sino-indien de 2003 a été salué comme une acceptation de facto par la Chine de l'annexion. La Chine a publié une carte montrant le Sikkim comme faisant partie de l'Inde et le Ministère des affaires étrangères l'a supprimée de la liste des « pays et régions frontaliers » de la Chine. Cependant, le point le plus au nord de la frontière entre le Sikkim et la Chine, « The Finger », continue de faire l'objet de différends et d'activités militaires.
Le Premier ministre chinois Wen Jiabao a déclaré en 2005 que « le Sikkim n'est plus le problème entre la Chine et l'Inde ».

## Discussions et différends sur les limites

### 1947–1962
Au cours des années 1950, la République populaire de Chine a construit une route de 1 200 kilomètres reliant le Xinjiang et l'ouest du Tibet, dont 179 kilomètres au sud de la ligne Johnson à travers la région de l'Aksai Chin revendiquée par l'Inde,. L'Aksai Chin était facilement accessible depuis la Chine, mais pour les Indiens du côté sud du Karakoram, la chaîne de montagnes s'est avérée être une complication dans leur accès à l'Aksai Chin. Les Indiens n'ont appris l'existence de la route qu'en 1957, ce qui a été confirmé lorsque la route a été indiquée sur les cartes chinoises publiées en 1958.
La position indienne, comme l'a déclaré le Premier ministre Jawaharlal Nehru, était que l'Aksai Chin faisait « partie de la région du Ladakh en Inde pendant des siècles » et que cette frontière nord était « ferme et définie qui n'était ouverte à la discussion avec personne ».
Le ministre chinois, Zhou Enlai a fait valoir que la frontière occidentale n'avait jamais été délimitée, que la ligne Macartney-MacDonald, qui laissait l'Aksai Chin à l'intérieur des frontières chinoises, était la seule ligne jamais proposée à un gouvernement chinois, et que l'Aksai Chin était déjà sous La juridiction chinoise et que les négociations devraient tenir compte du statu quo.
En 1960, sur la base d'un accord entre Nehru et Zhou Enlai, des fonctionnaires de l'Inde et de la Chine ont eu des discussions afin de régler le différend frontalier. La Chine et l'Inde n'étaient pas d'accord sur le principal bassin versant qui définissait la frontière dans le secteur occidental. Les déclarations de la Chine concernant leurs allégations à la frontière déformaient souvent les sources citées.

### Affrontements de Nathu La et Cho La de 1967
Les affrontements de Nathu La et Cho La (en) étaient une série d'affrontements militaires en 1967, entre l'Inde et la Chine le long de la frontière du royaume himalayen du Sikkim, alors un protectorat indien,.
Les affrontements de Nathu La ont commencé le 11 septembre 1967, lorsque l'Armée populaire de libération (APL) a lancé une attaque contre les postes indiens à Nathu La, et a duré jusqu'au 15 septembre 1967. En octobre 1967, un autre duel militaire a eu lieu à Cho La et s'est terminé le même jour.
Selon des sources indépendantes, les forces indiennes ont obtenu un « avantage tactique décisif » et ont vaincu les forces chinoises dans ces affrontements. De nombreuses fortifications de l'APL à Nathu La auraient été détruites, où les troupes indiennes ont repoussé les forces chinoises attaquantes.

### Escarmouche sino-indienne de 1987
L'escarmouche sino-indienne de 1987 était le troisième conflit militaire entre la force terrestre de l'Armée de libération du peuple chinois et l'armée indienne qui a eu lieu dans la vallée de Sumdorong Chu, le précédent ayant eu lieu 20 ans plus tôt.

### 1968–2017
Le 20 octobre 1975, 4 soldats indiens ont été tués à Tulung La dans l'Arunachal Pradesh,. Selon le communiqué officiel du gouvernement indien, une patrouille des Assam Rifles comprenant un sous-officier et quatre autres soldats a été prise en embuscade par environ 40 soldats chinois alors qu'elle se trouvait dans une zone bien à l'intérieur du territoire indien, et qui avait été régulièrement patrouillée pendant des années sans incident. Quatre membres de l'unité de patrouille ont été initialement portés disparus avant d'être confirmés par la voie diplomatique qu'ils avaient été tués par les troupes chinoises ; leurs corps ont été rendus plus tard. Le gouvernement indien a enregistré une forte protestation auprès des Chinois En avril 2013, l'Inde a affirmé, faisant référence à sa propre perception de l'emplacement de la ligne de contrôle effectif (LAC), que les troupes chinoises avaient établi un camp (en) dans le secteur de Daulat Beg Oldi (en), à 10 km de leur côté de la ligne de contrôle effectif. Ce chiffre a ensuite été révisé à une réclamation de 19 km. Selon les médias indiens, l'incursion comprenait des hélicoptères militaires chinois pénétrant dans l'espace aérien indien pour larguer des fournitures aux troupes. Cependant, les fonctionnaires chinois ont nié que toute intrusion ait eu lieu,. Les soldats des deux pays ont brièvement installé des camps sur la frontière mal définie face à face, mais la tension a été apaisée lorsque les deux parties ont retiré les soldats début mai En septembre 2014, l'Inde et la Chine ont eu une confrontation sur le ligne de contrôle effectif, lorsque les travailleurs indiens ont commencé à construire un canal dans le village frontalier de Demchok (en), au Ladakh, et des civils chinois ont protesté avec le soutien de l'armée. Il s'est terminé après environ trois semaines, lorsque les deux parties ont accepté de retirer leurs troupes L'armée indienne a affirmé que l'armée chinoise avait installé un camp à 3 km à l'intérieur du territoire revendiqué par l'Inde. Un article sur le site Internet de la BBC indique que la Chine gagne du territoire à chaque incursion.

Le territoire contesté de l'ancien État princier de Jammu-et-Cachemire est administré par le Pakistan (vert), l'Inde (bleu) et la Chine (jaune).

En septembre 2015, les troupes chinoises et indiennes se sont affrontées dans la région de Burtse, au nord du Ladakh, après que les troupes indiennes aient démantelé une tour de guet contestée que les Chinois construisaient à proximité de la ligne de patrouille convenue d'un commun accord.

### Affrontement militaire de Doklam de 2017
En juin 2017, un affrontement militaire est survenu entre l'Inde et la Chine (en) dans le territoire contesté de Doklam, près du col de Doka La. Le 16 juin 2017, les Chinois ont apporté du matériel lourd de construction de routes dans la région de Doklam et ont commencé à construire une route dans la zone contestée. Auparavant, la Chine avait construit un chemin de terre se terminant à Doka La où les troupes indiennes étaient stationnées. Ils effectuèrent des patrouilles à pied à partir de ce point jusqu'au poste de l'Armée royale du Bhoutan à la crête Jampheri. Le différend qui a suivi après le 16 juin découlait du fait que les Chinois avaient commencé à construire une route en aval de Doka La, dans ce que l'Inde et le Bhoutan prétendent être un territoire contesté. Cela a abouti à l'intervention indienne sur la construction des routes par la Chine le 18 juin, deux jours après le début de la construction. Le Bhoutan affirme que les Chinois ont violé les accords écrits entre les deux pays qui ont été élaborés en 1988 et 1998 après de longues séries de pourparlers. Les accords conclus stipulent que le statu quo doit être maintenu dans la région de Doklam comme avant mars 1959. Ce sont ces accords que la Chine a violés en construisant une route en dessous de Doka La. Une série de déclarations des ministères des Affaires extérieures de chaque pays ont été publiées pour défendre les actions de chaque pays. En raison de l'ambiguïté des séries précédentes de pourparlers frontaliers à partir de la Convention anglo-chinoise de 1890 signée à Calcutta le 17 mars 1890, chaque pays se réfère à différents accords conclus lorsqu'il tente de défendre sa position sur le différend frontalier,. À la suite de l'incursion, le 28 juin, l'armée chinoise a affirmé que l'Inde avait interrompu la construction d'une route qui se déroulait sur le territoire souverain chinois. Le 30 juin, le Ministère indien des affaires étrangères a affirmé que la construction de routes par la Chine en violation du statu quo avait des implications en matière de sécurité pour l'Inde. À la suite de cela, le 5 juillet, le Bhoutan a lancé une démarche demandant à la Chine de rétablir le statu quo d'avant le 16 juin Tout au long des mois de juillet et d'août, le problème de Doklam est resté sans solution. Le 28 août, l'Inde a publié une déclaration disant que les deux pays avaient accepté un « désengagement rapide » dans la région de Doklam.

### Escarmouches de 2020
En juin 2020, les troupes indiennes et chinoises se sont affrontées dans la vallée de la rivière Galwan (en), à proximité du lac Pangong, entraînant la mort de 20 soldats indiens. Des estimations font état de la mort de plus de 40 soldats chinois, mais ces affirmations ont été rejetées par les autorités chinoises,.
À la suite de cette réactivation du conflit, les dirigeants chinois et indiens ont entamé des négociations, et le 11 février 2021, le ministre indien de la défense Rajnath Singh a annoncé au Parlement indien avoir conclu un « accord de désengagement mutuel » au Ladakh avec la Chine.

### Désengagement de 2024
Le 26 juillet 2024, La Chine et l'Inde conviennent de coopérer, pour retirer toutes leurs troupes de leur frontière contestée, dans l'accord de parvenir pacifiquement à un « désengagement complet » du conflit frontalier le plus rapidement possible.

## Mécanisme de règlement des différends

### Traités bilatéraux
Le porte-parole indien du ministère des Affaires extérieures, Anurag Srivastava (en), a déclaré qu'il y avait suffisamment de mécanismes bilatéraux pour résoudre les différends frontaliers par voie diplomatique,. Ces accords comprennent :
Cinq traités bilatéraux entre l'Inde et la Chine pour régler les différends frontaliers
- 1993 : Accord sur le maintien de la paix et de la tranquillité le long de la ligne de contrôle effectif à la frontière sino-indienne
- 1996 : Accord entre le Gouvernement de la République de l'Inde et le Gouvernement de la République populaire de Chine sur des mesures de confiance dans le domaine militaire le long de la ligne de contrôle effectif à la frontière sino-indienne
- 2005 : Protocole sur les modalités de mise en œuvre des mesures de confiance dans le domaine militaire le long de la ligne de contrôle effectif à la frontière sino-indienne
- 2012 : Mise en place d'un mécanisme de travail de consultation et de coordination sur les affaires frontalières sino-indiennes
- 2013 : Accord de coopération en matière de défense des frontières entre l'Inde et la Chine

De plus, il existe d'autres accords liés à la question de la frontière, tels que l'Accord de 2005 sur les paramètres politiques et les principes directeurs pour le règlement de la question de la frontière entre l'Inde et la Chine, Cependant, certains critiques affirment que ces accords sont  « profondément viciés ».

### Points de rencontre du personnel frontalier
Il y a cinq points de rencontre du personnel frontalier (en) pour tenir des rondes de pourparlers de résolution des différends entre le personnel militaire avec un chemin d'escalade défini, comme d'abord entre colonels, puis entre brigadiers et enfin entre grands généraux. Sur ces cinq points de rencontre du personnel frontalier, deux se trouvent dans le territoire de l'Union indienne du Ladakh ou dans le secteur ouest (nord) de l'Inde correspondant au district militaire du sud du Xinxiang en Chine, un dans le Sikkim et deux dans l'Arunachal Pradesh dans les secteurs du centre et de l'est de l'Inde correspondant au district militaire du Tibet en Chine.

## Aspects militaires géostratégiques

### Commandements et déploiement des troupes

Théâtre d'opérations occidental de la Chine, secteur sous commandement intégré.

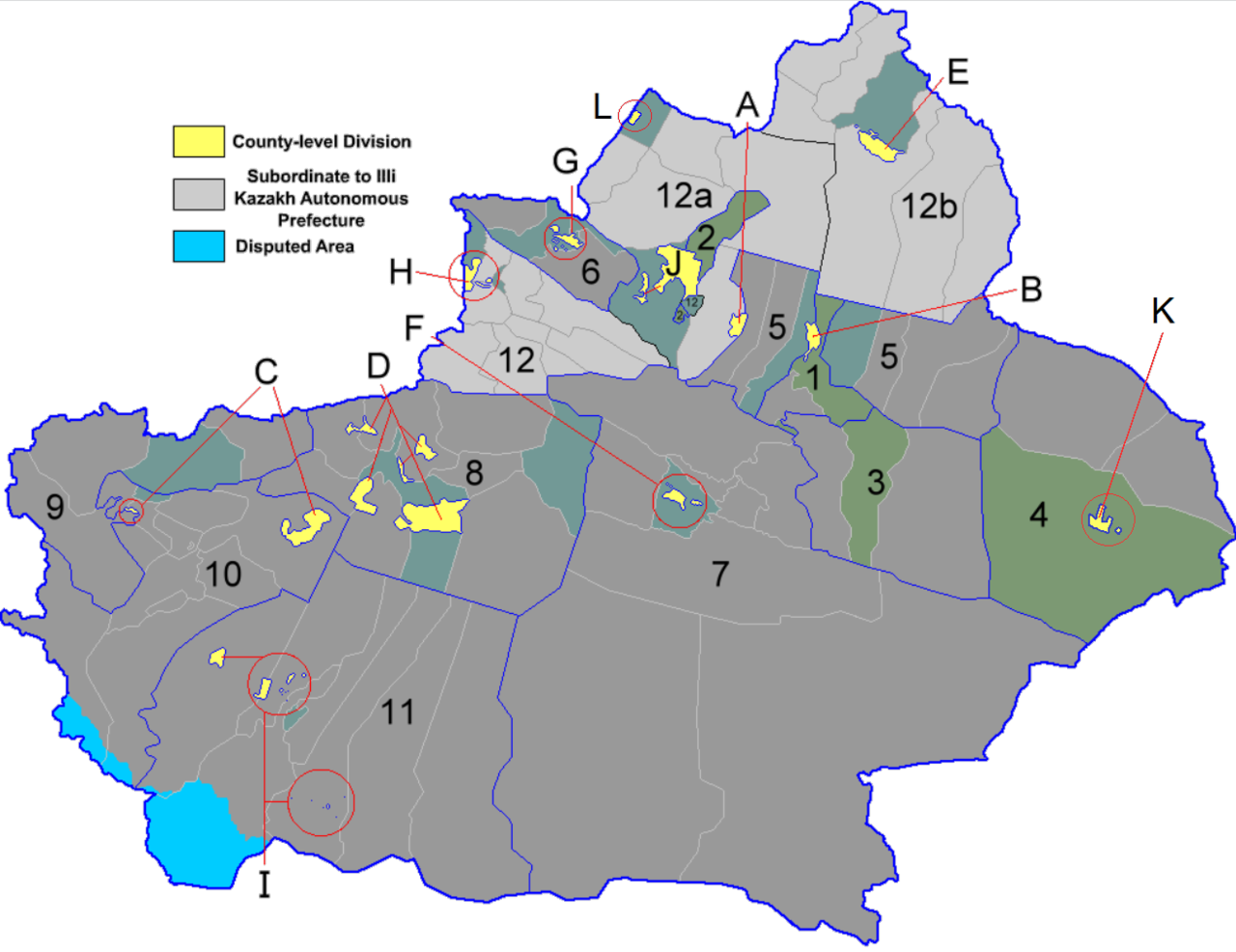
Carte de la région autonome ouïghoure du Xinjiang avec les zones contestées revendiquées par la Chine en bleu.

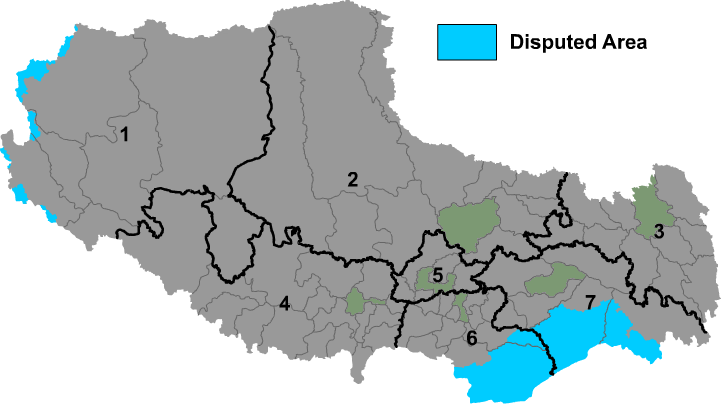
Carte de la région autonome du Tibet avec les zones contestées revendiquées par la Chine en bleu.

L'armée chinoise a intégré un commandement régional, le Théâtre d'opérations occidental (en), le long de la ligne de contrôle effectif avec l'Inde. Le Théâtre d'opérations occidental couvre également les provinces du Sichuan, du Gansu, du Ningxia, du Qinghai et de Chongqing.
L'armée indienne a divisé la ligne de contrôle effectif en 3 secteurs : le secteur nord (parfois également appelé secteur ouest) à travers le Ladakh et le secteur chinois de l'Aksai Chin, le secteur central dans les États de l'Himachal Pradesh et de l'Uttarakhand, et le secteur oriental dans les États du Sikkim et l'Arunachal Pradesh,. De même, l'armée de l'air indienne a le Commandement aérien occidental (en) basé à Prayagraj, le Commandement aérien central (en) basé à Delhi et le Commandement aérien oriental (en) basé à Shillong pour couvrir la ligne de contrôle effectif. L'Inde, dont le seul commandement intégré est le Commandement Andaman-et-Nicobar (en), est toujours en train d'intégrer ses divers commandements géographiques en 2020,.
Le Belfer Center for Science and International Affairs (en) a effectué une analyse indépendante du déploiement des troupes en 2020. Les forces de frappe de l'armée indienne comptent 225 000 soldats près de la frontière chinoise, tous concentrés sur la Chine, 34 000 dans le commandement du Nord, 15 500 dans le commandement central et 175 500 soldats du Commandement de l’Est, dont 3 000 soldats de la brigade de chars T-72 au Ladakh et 1 000 soldats du régiment de missiles de croisière BrahMos en Arunachal Pradesh. Sur les 200 000 à 230 000 forces terrestres sous le commandement du théâtre occidental de la Chine, seulement 110 000 sont disponibles pour se concentrer sur la frontière indienne, le reste est déployé pour protéger la frontière de la Chine avec la Russie au nord et pour la répression de la rébellion interne au Tibet et au Xinjinag agités, ou déployés ailleurs au cœur des provinces chinoises. Les troupes chinoises visant la frontière indienne, qui appartiennent principalement au 76ème groupe d'armée (en) et au 77ème groupe d'armée (en), 70 000 sont déployées dans le district militaire du sud du Xinjiang (correspondant au secteur nord ou ouest de l'Inde au Ladakh) et 40 000 sont déployés dans le 
district militaire du Tibet (en) (correspondant au secteur central et oriental de l'Inde le long du reste de la ligne de contrôle effectif de l'Himachal Pradesh à l'Arunachal Pradesh), le reste ne sera pas disponible pour un déploiement à la frontière indienne en cas de guerre. Cela crée une disparité en ce qui concerne le plus grand nombre de troupes conventionnelles de l'Inde (225 000) concentrées sur la frontière chinoise par rapport au petit nombre de troupes chinoises (90 000-120 000) concentrées sur la frontière indienne, dont la majorité sont déployées loin de la frontière indienne tandis que les troupes indiennes sont déployés avec une seule mission de défense contre la Chine. En cas d'affrontement, alors que les troupes indiennes sont déjà en position sur ou près de la frontière, la Chine devra mobiliser des troupes principalement du Xinjiang et secondairement d'autres troupes du Théâtre d'opérations occidental dans les intérieurs profonds de la Chine.
Le déploiement opérationnel est le suivant :
| Inde                                       | Inde                                         | Chine                                                     |
| Secteur de l'armée indienne                | Armée de l'air indienne                      | Chine                                                     |
| ------------------------------------------ | -------------------------------------------- | --------------------------------------------------------- |
| Nord (également appelé Ouest) (Ladakh)     | Commandement aérien occidental (en) (Delhi)  | Théâtre d'opérations occidental (en) (Xinjiang and Tibet) |
| Central (Himachal Pradesh and Uttarakhand) | Commandement aérien central (en) (Prayagraj) | Théâtre d'opérations occidental (en) (Xinjiang and Tibet) |
| Oriental (Sikkim and Arunachal Pradesh)    | Commandement aérien oriental (en) (Shillong) | Théâtre d'opérations occidental (en) (Xinjiang and Tibet) |

### Zones contestées non contiguës
La liste des zones contestées non contiguës, ayant chacune une superficie de plusieurs centaines à plusieurs milliers de kilomètres carrés, est la suivante :
| SN | Secteur disputé / secteur (alternate names)                                          | Province chinoise | État indien / Territoire de l'Union | Taille en sqkm | Contrôle opérationnel | Incidents / commentaire |
| -- | ------------------------------------------------------------------------------------ | ----------------- | ----------------------------------- | -------------- | --------------------- | --- |
| 1  | Trans-Karakoram Tract (Shaksgam)                                                     | Xinjiang          | Ladakh                              |                | Chine                 | Cédé conditionnellement par le Pakistan à la Chine sous réserve d'une résolution avec l'Inde. Col Indira Col Ouest, contrôlé par l'Inde, se trouve à sa frontière sud, à la trijonction « opérationnelle » Inde-Pakistan-Chine la plus occidentale. |
| 2  | Aksai Chin                                                                           | Xinjiang et Tibet | Ladakh                              |                | Chine                 | Servi par la piste d'atterrissage avancée de Daulat Beg Oldi, et la route Darbuk – Shyok – DBO. La piste d'atterrissage de Padum et l'aéroport de Leh sont la 2e ligne de défense. Shaksgam et l'Aksai Chin contrôlés par la Chine bordent la région de Siachen contrôlée par l'Inde depuis 1984 et disputée par le Pakistan. |
| 3  | Demchok (en)                                                                         | Tibet             | Ladakh                              |                | Inde                  | Desservi par la piste d'atterrissage avancée de Fukche. La piste d'atterrissage avancée de Padum et l'aéroport de Leh sont la 2e ligne de défense. |
| 4  | Chumar Nord                                                                          | Tibet             | Ladakh                              |                | Inde                  | Servi par la piste d'atterrissage avancée de Nyoma. Le secteur de Chumar comprend 2 zones non contiguës, au nord et au sud. L'Inde a une route jusqu'à la frontière revendiquée. La Chine n'a pas de route jusqu'à la frontière. L'Inde et la Chine sont également desservies par des héliports. |
| 5  | Chumar Sud                                                                           | Tibet             | Ladakh                              |                | Inde                  | Servi par la piste d'atterrissage avancée de Nyoma. Le secteur de Chumar comprend 2 zones non contiguës, au nord et au sud. L'Inde a une route jusqu'à la frontière revendiquée. La Chine n'a pas de route jusqu'à la frontière. L'Inde et la Chine sont également desservies par des héliports. |
| 6  | Kaurik (Sumdo)                                                                       | Tibet             | Himachal Pradesh                    |                | Inde                  | Desservi par l'aéroport de Shimla à double usage et l'aéroport de Kullu-Manali. La piste d'atterrissage avancée de Kibber-Rangrik a été inspectée, laquelle sera la plus proche de la zone contestée de Chumar, Kaurik et Tashigang-Shipki La, mais en juillet 2020, aucun progrès n'a été réalisé. L'Himachal Pradesh a une frontière de 250 km avec la Chine. L'Inde a une route jusqu'à la frontière revendiquée à Bakiala.                                                                       |
| 7  | Tashigang-Shipki La (Khab et Namgia)                                                 | Tibet             | Himachal Pradesh                    |                | Inde                  | Desservi par l'aéroport de Shimla à double usage et l'aéroport de Kullu-Manali. La piste d'atterrissage avancée de Kibber-Rangrik a été inspectée, laquelle sera la plus proche de la zone contestée de Chumar, Kaurik et Tashigang-Shipki La, mais en juillet 2020, aucun progrès n'a été réalisé. L'Himachal Pradesh a une frontière de 250 km avec la Chine. L'Inde a une route jusqu'à la frontière revendiquée à Bakiala.                                                                       |
| 8  | Pulam Sumda (en) (également Col de Mana, Nelang (en), Sang (en) Jadhang, et Tirpani) | Tibet             | Himachal Pradesh                    |                | Inde                  | Desservi par l'aéroport de Shimla à double usage et l'aéroport de Kullu-Manali. La piste d'atterrissage avancée de Kibber-Rangrik a été inspectée, laquelle sera la plus proche de la zone contestée de Chumar, Kaurik et Tashigang-Shipki La, mais en juillet 2020, aucun progrès n'a été réalisé. L'Himachal Pradesh a une frontière de 250 km avec la Chine. L'Inde a une route jusqu'à la frontière revendiquée à Bakiala.                                                                       |
| 9  | Bara Hoti                                                                            | Tibet             | Uttarakhand                         |                | Inde                  | L'aéroport de Chinyalisaur et l'aéroport de Pithoragarh desservent en second lieu les secteurs de Bara Hoti et Nelang-Pulam Sumda en tant que pistes d'atterrissage avancées. La Police des frontières indo-tibétaine (en) (ITBP) compte 42 avant-postes frontaliers dans le secteur de Bara Hoti et dans la région de Mana Pass (secteur Pulam Sumda). L'Uttarakhanda une frontière de 350 km avec la Chine. L'Inde construit des routes dans ce secteur, qui seront achevées d'ici décembre 2020,. |
| 10 | Arunachal Pradesh (particulièrement Tawang)                                          | Tibet             |                                     |                | Inde                  | La base aérienne de Tawang et les pistes d'atterrissage avancées d'Aalo, Mechuka, Pasighat, Tuting, Vijoynagar, Walong et Ziro desservent ce secteur. La plupart de l'Arunachal Pradesh contrôlé par l'Inde est également revendiqué par la Chine, en particulier Tawang. |

La région de Doklam au Bhoutan sur la tri-jonction Sikkim-Chine-Bhoutan, contestée par la Chine dans laquelle le Bhoutan est assisté par l'Inde, a été exclue de cette liste.